# Eslovenia en la Copa Mundial de Fútbol de 2002
La selección de Eslovenia fue uno de los 32 equipos participantes en la Copa Mundial de Fútbol de 2002, torneo que se llevó a cabo del 31 de mayo al 30 de junio en Corea del Sur y Japón.
Como selección debutante, era un equipo débil, pero intentaría dejar una buena impresión. Eslovenia fue emparejada con España, Paraguay y Sudáfrica.
Los europeos perdieron sus 3 encuentros, quedando así en la antepenúltima posición del torneo, solamente por encima de China y Arabia Saudita.

## Participación
Eslovenia comenzó su participación contra España, partido donde perdieron 3-1, Raúl abrió el marcador al minuto 44' y Valerón anotó el segundo al 74', al 82' Cimirotič descontó para Eslovenia, Hierro sentenció el partido al 87' por medio de un penalti.
En el segundo partido se enfrentó a Sudáfrica, al minuto 4' Nomvethe anotó el único gol del partido. Con este resultado "Los Niños" se convirtieron en los primeros en ser eliminados.
El último partido fue contra Paraguay, Eslovenia empezó ganando al minuto 46' con gol de Ačimovič, sin embargo Cuevas empató al minuto 65', Campos le dio la vuelta al marcador al minuto 73', y al 84 Cuevas anotó nuevamente para Paraguay.
Eslovenia perdió todos sus partidos y terminó en la posición 30.º, solamente por debajo de China y Arabia Saudita.

## Clasificación

### Grupo 1

#### Tabla de posiciones
| Equipo             | Pts | PJ | PG | PE | PP | GF | GC | Dif |
| ------------------ | --- | -- | -- | -- | -- | -- | -- | --- |
| Rusia              | 23  | 10 | 7  | 2  | 1  | 18 | 5  | 13  |
| Eslovenia          | 20  | 10 | 5  | 5  | 0  | 17 | 9  | 8   |
| R.F. de Yugoslavia | 19  | 10 | 5  | 4  | 1  | 22 | 8  | 14  |
| Suiza              | 14  | 10 | 4  | 2  | 4  | 18 | 12 | 6   |
| Islas Feroe        | 7   | 10 | 2  | 1  | 7  | 6  | 23 | -17 |
| Luxemburgo         | 0   | 10 | 0  | 0  | 10 | 4  | 28 | -24 |

### Partidos
| Fecha                   | Lugar      | Partido            | Partido | Partido   | Partido | Partido            |
| ----------------------- | ---------- | ------------------ | ------- | --------- | ------- | ------------------ |
| 3 de septiembre de 2000 | Toftír     | Islas Feroe        |         | 2:2 (0:1) |         | Eslovenia          |
| 7 de octubre de 2000    | Luxemburgo | Luxemburgo         |         | 1:2 (0:2) |         | Eslovenia          |
| 11 de octubre de 2000   | Liubliana  | Eslovenia          |         | 2:2 (1:1) |         | Suiza              |
| 24 de marzo de 2001     | Moscú      | Rusia              |         | 1:1 (1:1) |         | Eslovenia          |
| 28 de marzo de 2001     | Liubliana  | Eslovenia          |         | 1:1 (0:1) |         | R.F. de Yugoslavia |
| 2 de junio de 2001      | Liubliana  | Eslovenia          |         | 2:0 (1:0) |         | Luxemburgo         |
| 6 de junio de 2001      | Basilea    | Suiza              |         | 0:1 (0:0) |         | Eslovenia          |
| 1 de septiembre de 2001 | Liubliana  | Eslovenia          |         | 2:1 (0:0) |         | Rusia              |
| 5 de septiembre de 2001 | Belgrado   | R.F. de Yugoslavia |         | 1:1 (0:1) |         | Eslovenia          |
| 6 de octubre de 2001    | Liubliana  | Eslovenia          |         | 3:0 (2:0) |         | Islas Feroe        |

## Jugadores
Datos corresponden a situación previo al inicio del torneo
| #  | Nombre               | Posición      | Club                      |
| -- | -------------------- | ------------- | ------------------------- |
| 1  | Marko Simeunovic     | Portero       | NK Maribor                |
| 2  | Goran Sankovic †     | Defensa       | Slavia Praga              |
| 3  | Željko Milinovič     | Defensa       | JEF United Ichihara Chiba |
| 4  | Maumer Vugdalic      | Defensa       | NK Maribor                |
| 5  | Marinko Galic        | Defensa       | FC Koper                  |
| 6  | Aleksander Knavs     | Defensa       | FC Kaiserslautern         |
| 7  | Džoni Novak          | Mediocampista | SpVgg Unterhaching        |
| 8  | Aleš Čeh             | Mediocampista | Liebherr GAK              |
| 9  | Milan Osterc         | Delantero     | Hapoel Tel Aviv F.C.      |
| 10 | Zlatko Zahovic       | Mediocampista | SL Benfica                |
| 11 | Miran Pavlin         | Mediocampista | FC Porto                  |
| 12 | Mladen Dabanovic     | Portero       | KSC Lokeren               |
| 13 | Mladen Rudonja       | Delantero     | Portsmouth FC             |
| 14 | Sasa Gajser          | Mediocampista | KAA Gent                  |
| 15 | Rajko Tavčar         | Mediocampista | FC Nuremberg              |
| 16 | Senaj Tiganj         | Delantero     | NK Olimpija               |
| 17 | Zoran Pavlovič       | Mediocampista | FK Austria Viena          |
| 18 | Milenko Acimovic     | Mediocampista | Crvena Zvezda             |
| 19 | Amir Karić           | Mediocampista | NK Maribor                |
| 20 | Nastja Čeh           | Mediocampista | Club Brugge               |
| 21 | Sebastijan Cimirotic | Delantero     | U.S. Lecce                |
| 22 | Dejan Nemec          | Portero       | Club Brugge               |
| 23 | Spasoje Bulajič      | Defensa       | FC Cologne                |
| DT | Srečko Katanec       |               |                           |

## Participación
- Los horarios corresponden a la hora local de Corea del Sur y Japón (UTC+9).

### Partidos
| Fecha       | Lugar    | Instancia      |           |                      | Resultado |                      |           |
| ----------- | -------- | -------------- | --------- | -------------------- | --------- | -------------------- | --------- |
| 2 de junio  | Gwangju  | Fase de grupos | España    | Bandera de España    | 3:1 (1:0) | Bandera de Eslovenia | Eslovenia |
| 8 de junio  | Daegu    | Fase de grupos | Sudáfrica | Bandera de Sudáfrica | 1:0 (1:0) | Bandera de Eslovenia | Eslovenia |
| 12 de junio | Seogwipo | Fase de grupos | Eslovenia | Bandera de Eslovenia | 1:3 (1:0) | Bandera de Paraguay  | Paraguay  |

### Fase de grupos - Grupo B
| Selección | Pts | PJ | PG | PE | PP | GF | GC | Dif |
| --------- | --- | -- | -- | -- | -- | -- | -- | --- |
| España    | 9   | 3  | 3  | 0  | 0  | 9  | 4  | 5   |
| Paraguay  | 4   | 3  | 1  | 1  | 1  | 6  | 6  | 0   |
| Sudáfrica | 4   | 3  | 1  | 1  | 1  | 5  | 5  | 0   |
| Eslovenia | 0   | 3  | 0  | 0  | 3  | 2  | 7  | −5  |

|  | Clasificados a los octavos de final. |

#### España vs. Eslovenia
| 2 de junio, 20:30 | España                                     | 3:1 (1:0) | Eslovenia     | Estadio Mundialista, Gwangju                                |                                                             |
|                   | Raúl 44' · Valerón 74' · Hierro 87' (pen.) | Reporte   | Cimirotič 82' | Asistencia: 28 598 espectadores Árbitro(s): Mohamed Guezzaz | Asistencia: 28 598 espectadores Árbitro(s): Mohamed Guezzaz |

| 1          | Guardameta     | Iker Casillas        |     |
| 3          | Defensa        | Juanfran             | 82' |
| 5          | Defensa        | Carles Puyol         |     |
| 6          | Defensa        | Fernando Hierro      |     |
| 20         | Defensa        | Miguel Ángel Nadal   |     |
| 8          | Centrocampista | Rubén Baraja         |     |
| 11         | Centrocampista | Javi de Pedro        |     |
| 17         | Centrocampista | Juan Carlos Valerón  |     |
| 21         | Centrocampista | Luis Enrique         | 74' |
| 7          | Delantero      | Raúl                 |     |
| 10         | Delantero      | Diego Tristán        | 67' |
| Entrenador | Entrenador     | José Antonio Camacho |     |

| 1          | Guardameta     | Marko Simeunovič |     |
| 3          | Defensa        | Željko Milinovič |     |
| 5          | Defensa        | Marinko Galič    |     |
| 6          | Defensa        | Aleksander Knavs |     |
| 7          | Centrocampista | Džoni Novak      | 77' |
| 8          | Centrocampista | Aleš Čeh         |     |
| 10         | Centrocampista | Zlatko Zahovič   | 63' |
| 11         | Centrocampista | Miran Pavlin     |     |
| 19         | Centrocampista | Amir Karić       |     |
| 9          | Delantero      | Milan Osterc     | 57' |
| 13         | Delantero      | Mladen Rudonja   |     |
| Entrenador | Entrenador     | Srečko Katanec   |     |

| 9  | Delantero | Fernando Morientes | 67' |
| 4  | Defensa   | Iván Helguera      | 74' |
| 15 | Defensa   | Enrique Romero     | 82' |

| 21 | Delantero      | Sebastjan Cimirotič | 57' |
| 18 | Centrocampista | Milenko Ačimovič    | 63' |
| 14 | Centrocampista | Saša Gajser         | 77' |

| Anotado         | 44' | Raúl                | 1:0 |
| Anotado         | 74' | Juan Carlos Valerón | 2:0 |
| Anotado · Penal | 87' | Fernando Hierro     | 3:1 |

| Anotado | 82' | Sebastjan Cimirotič | 2:1 |

| Amonestado | 36' | Juan Carlos Valerón |

| Amonestado | 45+1' | Amir Karić          |
| Amonestado | 65'   | Sebastjan Cimirotič |

| Árbitro             | Mohamed Guezzaz |
| Árbitros asistentes | Ali Tomusange   |
| Árbitros asistentes | Egon Bereuter   |
| Cuarto árbitro      | Coffi Codjia    |

| 1          | Guardameta     | Iker Casillas        |     |
| 3          | Defensa        | Juanfran             | 82' |
| 5          | Defensa        | Carles Puyol         |     |
| 6          | Defensa        | Fernando Hierro      |     |
| 20         | Defensa        | Miguel Ángel Nadal   |     |
| 8          | Centrocampista | Rubén Baraja         |     |
| 11         | Centrocampista | Javi de Pedro        |     |
| 17         | Centrocampista | Juan Carlos Valerón  |     |
| 21         | Centrocampista | Luis Enrique         | 74' |
| 7          | Delantero      | Raúl                 |     |
| 10         | Delantero      | Diego Tristán        | 67' |
| Entrenador | Entrenador     | José Antonio Camacho |     |

| 1          | Guardameta     | Marko Simeunovič |     |
| 3          | Defensa        | Željko Milinovič |     |
| 5          | Defensa        | Marinko Galič    |     |
| 6          | Defensa        | Aleksander Knavs |     |
| 7          | Centrocampista | Džoni Novak      | 77' |
| 8          | Centrocampista | Aleš Čeh         |     |
| 10         | Centrocampista | Zlatko Zahovič   | 63' |
| 11         | Centrocampista | Miran Pavlin     |     |
| 19         | Centrocampista | Amir Karić       |     |
| 9          | Delantero      | Milan Osterc     | 57' |
| 13         | Delantero      | Mladen Rudonja   |     |
| Entrenador | Entrenador     | Srečko Katanec   |     |

| 9  | Delantero | Fernando Morientes | 67' |
| 4  | Defensa   | Iván Helguera      | 74' |
| 15 | Defensa   | Enrique Romero     | 82' |

| 21 | Delantero      | Sebastjan Cimirotič | 57' |
| 18 | Centrocampista | Milenko Ačimovič    | 63' |
| 14 | Centrocampista | Saša Gajser         | 77' |

| Anotado         | 44' | Raúl                | 1:0 |
| Anotado         | 74' | Juan Carlos Valerón | 2:0 |
| Anotado · Penal | 87' | Fernando Hierro     | 3:1 |

| Anotado | 82' | Sebastjan Cimirotič | 2:1 |

| Amonestado | 36' | Juan Carlos Valerón |

| Amonestado | 45+1' | Amir Karić          |
| Amonestado | 65'   | Sebastjan Cimirotič |

| Árbitro             | Mohamed Guezzaz |
| Árbitros asistentes | Ali Tomusange   |
| Árbitros asistentes | Egon Bereuter   |
| Cuarto árbitro      | Coffi Codjia    |

| Estadísticas      | Bandera de España | Bandera de Eslovenia |
| Tiros             | 14                | 7                    |
| Tiros a puerta    | 8                 | 2                    |
| Faltas            | 17                | 18                   |
| Saques de esquina | 5                 | 5                    |
| Penaltis          | 1 (1)             | 0                    |
| Fueras de juego   | 2                 | 0                    |
| Posesión de balón | 57%               | 43%                  |

#### Sudáfrica vs. Eslovenia
| 8 de junio, 15:30 | Sudáfrica   | 1:0 (1:0) | Eslovenia | Estadio Mundialista, Daegu                                |                                                           |
|                   | Nomvethe 4' | Reporte   |           | Asistencia: 47 226 espectadores Árbitro(s): Ángel Sánchez | Asistencia: 47 226 espectadores Árbitro(s): Ángel Sánchez |

| 16         | Guardameta     | Andre Arendse      |     |
| 2          | Defensa        | Cyril Nzama        |     |
| 3          | Defensa        | Bradley Carnell    |     |
| 4          | Defensa        | Aaron Mokoena      |     |
| 19         | Defensa        | Lucas Radebe       |     |
| 6          | Centrocampista | MacBeth Sibaya     |     |
| 7          | Centrocampista | Quinton Fortune    | 84' |
| 12         | Centrocampista | Teboho Mokoena     |     |
| 15         | Centrocampista | Sibusiso Zuma      |     |
| 14         | Delantero      | Siyabonga Nomvethe | 71' |
| 17         | Delantero      | Benni McCarthy     | 80' |
| Entrenador | Entrenador     | Jomo Sono          |     |

| 1          | Guardameta     | Marko Simeunovič    |     |
| 3          | Defensa        | Željko Milinovič    |     |
| 4          | Defensa        | Muamer Vugdalić     |     |
| 6          | Defensa        | Aleksander Knavs    | 60' |
| 7          | Centrocampista | Džoni Novak         |     |
| 8          | Centrocampista | Aleš Čeh            |     |
| 11         | Centrocampista | Miran Pavlin        |     |
| 18         | Centrocampista | Milenko Ačimovič    | 60' |
| 19         | Centrocampista | Amir Karić          |     |
| 13         | Delantero      | Mladen Rudonja      |     |
| 21         | Delantero      | Sebastjan Cimirotič | 41' |
| Entrenador | Entrenador     | Srečko Katanec      |     |

| 18 | Delantero      | Delron Buckley       | 71' |
| 23 | Centrocampista | George Koumantarakis | 80' |
| 11 | Delantero      | Jabu Pule            | 84' |

| 9  | Delantero      | Milan Osterc    | 41' |
| 20 | Centrocampista | Nastja Čeh      | 60' |
| 23 | Defensa        | Spasoje Bulajič | 60' |

| Anotado | 4' | Siyabonga Nomvethe | 1:0 |

| Amonestado | 12' | Lucas Radebe   |
| Amonestado | 59' | Teboho Mokoena |

| Amonestado | 35' | Muamer Vugdalić  |
| Amonestado | 52' | Željko Milinovič |
| Amonestado | 62' | Aleš Čeh         |
| Amonestado | 75' | Miran Pavlin     |

| Árbitro             | Ángel Sánchez   |
| Árbitros asistentes | Jorge Rattalino |
| Árbitros asistentes | Ali Al Traifi   |
| Cuarto árbitro      | Jan Wegereef    |

| 16         | Guardameta     | Andre Arendse      |     |
| 2          | Defensa        | Cyril Nzama        |     |
| 3          | Defensa        | Bradley Carnell    |     |
| 4          | Defensa        | Aaron Mokoena      |     |
| 19         | Defensa        | Lucas Radebe       |     |
| 6          | Centrocampista | MacBeth Sibaya     |     |
| 7          | Centrocampista | Quinton Fortune    | 84' |
| 12         | Centrocampista | Teboho Mokoena     |     |
| 15         | Centrocampista | Sibusiso Zuma      |     |
| 14         | Delantero      | Siyabonga Nomvethe | 71' |
| 17         | Delantero      | Benni McCarthy     | 80' |
| Entrenador | Entrenador     | Jomo Sono          |     |

| 1          | Guardameta     | Marko Simeunovič    |     |
| 3          | Defensa        | Željko Milinovič    |     |
| 4          | Defensa        | Muamer Vugdalić     |     |
| 6          | Defensa        | Aleksander Knavs    | 60' |
| 7          | Centrocampista | Džoni Novak         |     |
| 8          | Centrocampista | Aleš Čeh            |     |
| 11         | Centrocampista | Miran Pavlin        |     |
| 18         | Centrocampista | Milenko Ačimovič    | 60' |
| 19         | Centrocampista | Amir Karić          |     |
| 13         | Delantero      | Mladen Rudonja      |     |
| 21         | Delantero      | Sebastjan Cimirotič | 41' |
| Entrenador | Entrenador     | Srečko Katanec      |     |

| 18 | Delantero      | Delron Buckley       | 71' |
| 23 | Centrocampista | George Koumantarakis | 80' |
| 11 | Delantero      | Jabu Pule            | 84' |

| 9  | Delantero      | Milan Osterc    | 41' |
| 20 | Centrocampista | Nastja Čeh      | 60' |
| 23 | Defensa        | Spasoje Bulajič | 60' |

| Anotado | 4' | Siyabonga Nomvethe | 1:0 |

| Amonestado | 12' | Lucas Radebe   |
| Amonestado | 59' | Teboho Mokoena |

| Amonestado | 35' | Muamer Vugdalić  |
| Amonestado | 52' | Željko Milinovič |
| Amonestado | 62' | Aleš Čeh         |
| Amonestado | 75' | Miran Pavlin     |

| Árbitro             | Ángel Sánchez   |
| Árbitros asistentes | Jorge Rattalino |
| Árbitros asistentes | Ali Al Traifi   |
| Cuarto árbitro      | Jan Wegereef    |

| Estadísticas      | Bandera de Sudáfrica | Bandera de Eslovenia |
| Tiros             | 13                   | 5                    |
| Tiros a puerta    | 8                    | 1                    |
| Faltas            | 20                   | 16                   |
| Saques de esquina | 6                    | 6                    |
| Penaltis          | 0                    | 0                    |
| Fueras de juego   | 4                    | 2                    |
| Posesión de balón | 54%                  | 46%                  |

#### Eslovenia vs. Paraguay
| 12 de junio, 20:30 | Eslovenia      | 1:3 (1:0) | Paraguay                           | Estadio Mundialista, Seogwipo                            |                                                          |
|                    | Ačimovič 45+1' | Reporte   | Cuevas 65', 84' · Jorge Campos 73' | Asistencia: 30 176 espectadores Árbitro(s): Felipe Ramos | Asistencia: 30 176 espectadores Árbitro(s): Felipe Ramos |

| 12         | Guardameta     | Mladen Dabanovič    |     |
| 3          | Defensa        | Željko Milinovič    |     |
| 23         | Defensa        | Muamer Vugdalić     |     |
| 7          | Centrocampista | Džoni Novak         |     |
| 8          | Centrocampista | Aleš Čeh            |     |
| 11         | Centrocampista | Miran Pavlin        | 40' |
| 15         | Centrocampista | Rajko Tavčar        |     |
| 18         | Centrocampista | Milenko Ačimovič    | 62' |
| 19         | Centrocampista | Amir Karić          |     |
| 9          | Delantero      | Milan Osterc        | 77' |
| 21         | Delantero      | Sebastjan Cimirotič |     |
| Entrenador | Entrenador     | Danilo Popivoda     |     |

| 1          | Guardameta     | José Luis Chilavert |     |
| 2          | Defensa        | Francisco Arce      |     |
| 4          | Defensa        | Carlos Gamarra      |     |
| 5          | Defensa        | Celso Ayala         |     |
| 18         | Defensa        | Julio César Cáceres |     |
| 21         | Defensa        | Denis Caniza        |     |
| 8          | Centrocampista | Guido Alvarenga     | 53' |
| 10         | Centrocampista | Roberto Acuña       |     |
| 13         | Centrocampista | Carlos Paredes      |     |
| 9          | Delantero      | Roque Santa Cruz    |     |
| 20         | Delantero      | José Cardozo        | 61' |
| Entrenador | Entrenador     | Cesare Maldini      |     |

| 13 | Delantero      | Mladen Rudonja | 40' |
| 20 | Centrocampista | Nastja Čeh     | 62' |
| 16 | Delantero      | Senad Tiganj   | 77' |

| 11 | Centrocampista | Jorge Campos  | 53'       |
| 23 | Delantero      | Nelson Cuevas | 61' 90+2' |
| 17 | Centrocampista | Juan Franco   | 90+2'     |

| Anotado | 45+1' | Benni McCarthy | 1:0 |

| Anotado | 65' | Nelson Cuevas | 1:1 |
| Anotado | 73' | Jorge Campos  | 1:2 |
| Anotado | 84' | Nelson Cuevas | 1:3 |

| Amonestado | 15' | Miran Pavlin     |
| Amonestado | 68' | Amir Karić       |
| Amonestado | 69' | Mladen Rudonja   |
| Amonestado | 79' | Željko Milinovič |
| Expulsado  | 81' | Nastja Čeh       |

| Amonestado           | 4'  | Carlos Paredes |
| Otorgado · Expulsado | 22' | Carlos Paredes |

| Árbitro             | Felipe Ramos   |
| Árbitros asistentes | Leif Lindberg  |
| Árbitros asistentes | Visva Krishnan |
| Cuarto árbitro      | Kim Young-joo  |

| 12         | Guardameta     | Mladen Dabanovič    |     |
| 3          | Defensa        | Željko Milinovič    |     |
| 23         | Defensa        | Muamer Vugdalić     |     |
| 7          | Centrocampista | Džoni Novak         |     |
| 8          | Centrocampista | Aleš Čeh            |     |
| 11         | Centrocampista | Miran Pavlin        | 40' |
| 15         | Centrocampista | Rajko Tavčar        |     |
| 18         | Centrocampista | Milenko Ačimovič    | 62' |
| 19         | Centrocampista | Amir Karić          |     |
| 9          | Delantero      | Milan Osterc        | 77' |
| 21         | Delantero      | Sebastjan Cimirotič |     |
| Entrenador | Entrenador     | Danilo Popivoda     |     |

| 1          | Guardameta     | José Luis Chilavert |     |
| 2          | Defensa        | Francisco Arce      |     |
| 4          | Defensa        | Carlos Gamarra      |     |
| 5          | Defensa        | Celso Ayala         |     |
| 18         | Defensa        | Julio César Cáceres |     |
| 21         | Defensa        | Denis Caniza        |     |
| 8          | Centrocampista | Guido Alvarenga     | 53' |
| 10         | Centrocampista | Roberto Acuña       |     |
| 13         | Centrocampista | Carlos Paredes      |     |
| 9          | Delantero      | Roque Santa Cruz    |     |
| 20         | Delantero      | José Cardozo        | 61' |
| Entrenador | Entrenador     | Cesare Maldini      |     |

| 13 | Delantero      | Mladen Rudonja | 40' |
| 20 | Centrocampista | Nastja Čeh     | 62' |
| 16 | Delantero      | Senad Tiganj   | 77' |

| 11 | Centrocampista | Jorge Campos  | 53'       |
| 23 | Delantero      | Nelson Cuevas | 61' 90+2' |
| 17 | Centrocampista | Juan Franco   | 90+2'     |

| Anotado | 45+1' | Benni McCarthy | 1:0 |

| Anotado | 65' | Nelson Cuevas | 1:1 |
| Anotado | 73' | Jorge Campos  | 1:2 |
| Anotado | 84' | Nelson Cuevas | 1:3 |

| Amonestado | 15' | Miran Pavlin     |
| Amonestado | 68' | Amir Karić       |
| Amonestado | 69' | Mladen Rudonja   |
| Amonestado | 79' | Željko Milinovič |
| Expulsado  | 81' | Nastja Čeh       |

| Amonestado           | 4'  | Carlos Paredes |
| Otorgado · Expulsado | 22' | Carlos Paredes |

| Árbitro             | Felipe Ramos   |
| Árbitros asistentes | Leif Lindberg  |
| Árbitros asistentes | Visva Krishnan |
| Cuarto árbitro      | Kim Young-joo  |

| Estadísticas      | Bandera de Eslovenia | Bandera de Paraguay |
| Tiros             | 18                   | 20                  |
| Tiros a puerta    | 13                   | 11                  |
| Faltas            | 23                   | 14                  |
| Saques de esquina | 1                    | 9                   |
| Penaltis          | 0                    | 0                   |
| Fueras de juego   | 1                    | 1                   |
| Posesión de balón | 47%                  | 53%                 |